# District de Gonten
Gonten est un district du canton d'Appenzell Rhodes-Intérieures, en Suisse.

## Géographie

Vue aérienne par Walter Mittelholzer (1933)

La district de Gonten s'étend sur 24,7 km2. Lors du relevé de 2013-2018, les surfaces d'habitations et d'infrastructures représentaient 6,5 % de sa superficie, les surfaces agricoles 59,2 %, les surfaces boisées 32,2 % et les surfaces improductives 2,1 %.
Gonten est limitrophe de Schlatt-Haslen, Appenzell, Schwende-Rüte.

## Démographie
Gonten compte 1 466 habitants au 31 décembre 2022 pour une densité de population de 59 hab/km2. Sur la période 2010-2019, sa population a diminué de −0,1 % (canton : 2,8 % ; Suisse : 9,4 %).  

## Culture et patrimoine

### Héraldique
| Blason | Blasonnement : Parti de gueules et d'or à la pointe de sinople et aux bâtons de pèlerin de l'un en l'autre. |

### Personnalités
- Josefa Fritsche-Koch (1860-1949), commissionnaire et entrepreneuse en broderie réalisée à la main.